# طليا
طليا إحدى قرى مركز أشمون التابع لمحافظة المنوفية بجمهورية مصر العربية.

## التاريخ
قرية طليا من القرى القديمة، حيث وردت باسم «طليا» في أعمال الجيزية ضمن قرى الروك الناصري التي أحصاها ابن الجيعان في كتاب «التحفة السنية بأسماء البلاد المصرية». وفي العصر العثماني وردت باسم «طليا» في التربيع العثماني الذي أجراه الوالي العثماني سليمان باشا الخادم في عصر السلطان العثماني سليمان القانوني ضمن قرى ولاية المنوفية، وفي تاريخ 1228هـ/1813م الذي عدّ قرى مصر بعد المسح الذي قام به محمد علي باشا باسم «طليا» ضمن قرى مديرية المنوفية. كانت طليا في جزيرة في النيل وتتبع أعمال الجيزية حتى اتصلت الجزيرة بالمنوفية في القرن العاشر الهجري فصارت من توابعها.

## السكان
بلغ عدد سكان طليا وعزبة أشمون 32,296 نسمة، حسب الإحصاء الرسمي لعام 2006.